# Washington Luís Pereira de Sousa

Washington Luís Pereira de Sousa

Washington Luís Pereira de Sousa, född 26 oktober 1869 i Macaé, död 4 augusti 1957 i São Paulo, var en brasiliansk politiker. Han var Brasiliens president 1926-1930.
Han var utbildad advokat och valdes till guvernör i São Paulo 1920 och till president 1926. Han störtades i en statskupp 24 oktober 1930 och ersattes av en militärjunta.